# Mikel Conrad
Mikel Conrad (n. 30 iulie 1919, Columbus, Ohio – d. 11 septembrie 1982, Los Angeles, California) a fost un actor și un regizor american.

## Filmografie

### Actor
- Godzilla, King of the Monsters! (1954)
- Untamed Women (1952)
- Carson City (1952)
- Hoodlum Empire (1952)
- Westward the Women (1952)
- Million Dollar Pursuit (1951)
- The Bandit Queen (1950)
- Francis the Talking Mule (1950)
- The Flying Saucer (1950)
- Abbott and Costello Meet the Killer, Boris Karloff (1949)
- Arctic Manhunt (1949)
- Sand (1949)
- Mr. Soft Touch (1949)
- Take One False Step (1949)
- South of St. Louis (1949)
- The Gallant Blade (1948)
- The Man From Colorado (1948)
- Phantom Valley (1948)
- The Wreck of the Hesperus (1948)
- Check Your Guns (1949)
- The Gangster (1947)
- Border Feud (1947)
- Untamed Fury (1947)

### Regizor
- The Flying Saucer (1950)